# Людвінув (гміна Єнджеюв)
Людвінув (пол. Ludwinów) — село в Польщі, у гміні Єнджеюв Єнджейовського повіту Свентокшиського воєводства.
Населення — 94 особи (2011).
У 1975-1998 роках село належало до Келецького воєводства.

## Демографія
Демографічна структура на день 31 березня 2011 року:
|          | Загалом | Допрацездатний вік | Працездатний вік | Постпрацездатний вік |
| -------- | ------- | ------------------ | ---------------- | -------------------- |
| Чоловіки | 46      | 11                 | 32               | 3                    |
| Жінки    | 48      | 12                 | 26               | 10                   |
| Разом    | 94      | 23                 | 58               | 13                   |